# Аламаган (вулкан)
Аламаган — вулкан, расположен на одноимённом вулканическом острове, который относится к группе Марианских островов, США.
Аламаган — стратовулкан, высотой 744 метра. Находится в 30 км от острова Паган. Вулкан состоит преимущественно из базальтов и андезитов. Глубина кратера составляет 350 метров. Кальдера вулкана в диаметре около 2 км. Вулкан построен неравномерно. Северная и южная стороны пологие, а западная и восточная — крутые. Выброс пирокластических потоков произошёл примерно чуть более 1000 лет назад. Данное извержение являлось наиболее сильным среди остальных извержений вулкана.
За историю существования вулкана достоверно известно о 4 извержениях вулкана. Сообщалось о крупных извержениях вулкана в XIX веке, но все они не подтвердились. В 1999 году наблюдалась повышенная фумарольная активность и был риск, что вулкан проснётся. К тому моменту у подножия вулкана проживало 5 человек, все они были эвакуированы. Фумарольную активность связали с выпадением осадков после долгого стояния засушливого периода. В 2007 году произошло сильное землетрясение магнитудой 7,2 бала, эпицентр которого находился в 43 километрах к юго-западу от острова. Вулкан себя вёл спокойно при этом.
В настоящий период вулкан ведёт себя спокойно и признаков активности не наблюдается.